# Solenopsis minutissima
Solenopsis minutissima é uma espécie de formiga do gênero Solenopsis, pertencente à subfamília Myrmicinae.